# Argyrosomus
Argyrosomus vormt een geslacht van baarsachtige vissen uit de familie van de ombervissen (Sciaenidae). 

## Soorten
Volgens Fishbase worden de volgende soorten in dit geslacht ingedeeld:
- Argyrosomus amoyensis (Bleeker, 1863)
- Argyrosomus beccus Sasaki, 1994
- Argyrosomus coronus Griffiths & Heemstra, 1995
- Argyrosomus heinii (Steindachner, 1902)
- Argyrosomus hololepidotus (Lacepède, 1801) – Kob
- Argyrosomus inodorus Griffiths & Heemstra, 1995
- Argyrosomus japonicus (Temminck & Schlegel, 1843)
- Argyrosomus regius (Asso, 1801) – Ombervis
- Argyrosomus thorpei Smith, 1977